# Chuck Daigh
Chuck Daigh, född 29 november 1923 i Long Beach, Kalifornien, död 29 april 2008 i Newport Beach, Kalifornien, var en amerikansk racerförare. 

## F1-karriär
| Säsong | Stall/Tillverkare         | Poäng | Placering |
| ------ | ------------------------- | ----- | --------- |
| 1960   | Scarab Cooper Car Company | 0     | -         |